# Fridthjof
Le Fridthjof est une ancienne galéasse gréée en ketch  qui a été construite en 1882 en Norvège. 
Aujourd'hui, elle est amarrée au musée portuaire de Lübeck  (Schleswig-Holstein), et propose des excursions en tant que navire charter.

## Historique
Elle a servi de navire de ravitaillement pour l'expédition polaire de l'explorateur norvégien Fridtjof Nansen dans l'océan arctique en 1895-96.
Après avoir fait une longue carrière de cargo côtier jusqu'en 1981, le navire a été acquis par un propriétaire de navire charter de Lübeck, la Galeasse Fridthjof e.V. qui l'a modernisé en conséquence. Elle navigue toujours et participe aux nombreux rassemblements maritimes de la mer Baltique (Hanse Sail de Rostock, Semaine de Kiel,...).